# Danuše Muzikářová

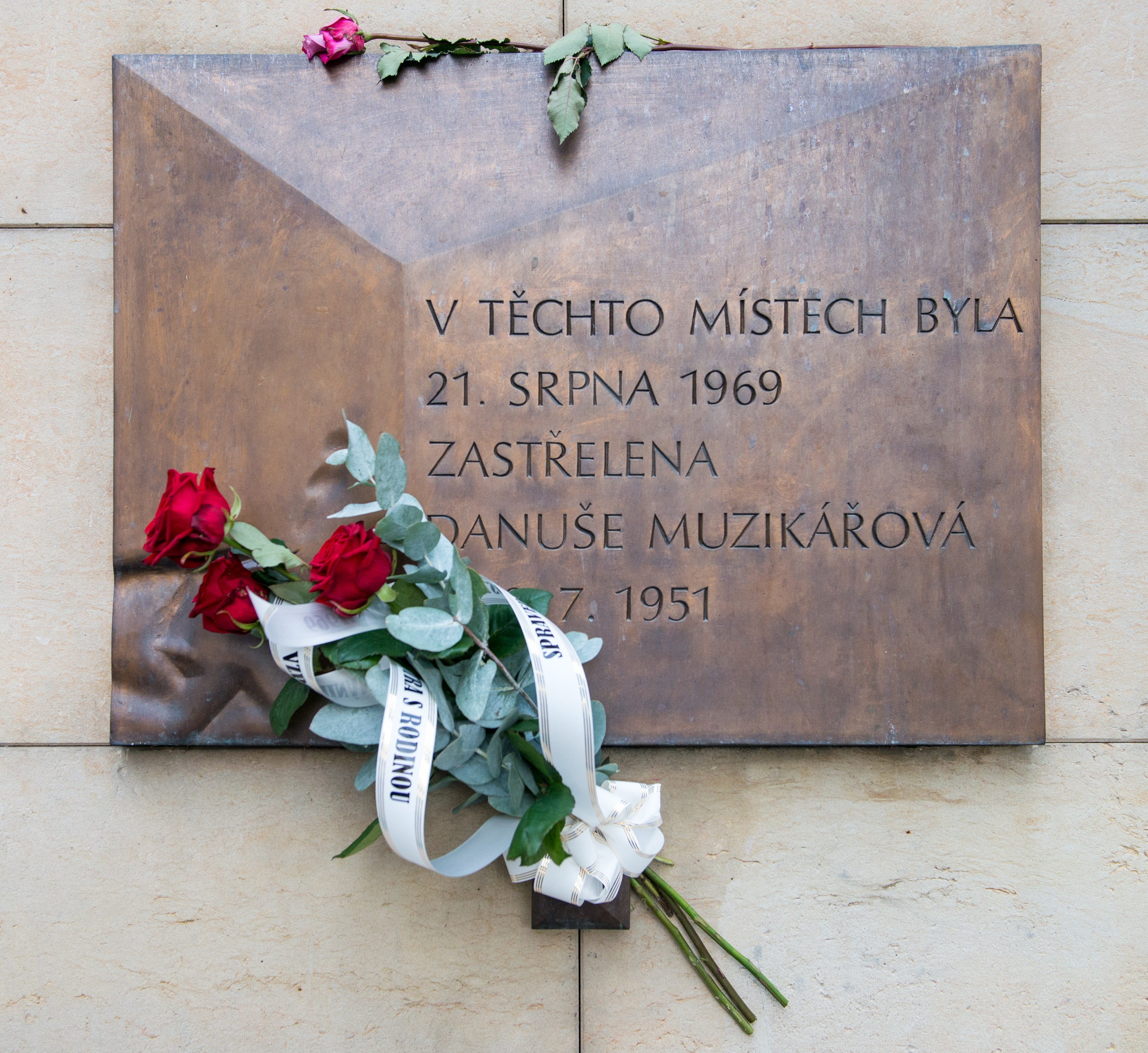
Pamětní deska Danuše Muzikářové na Moravském náměstí v Brně

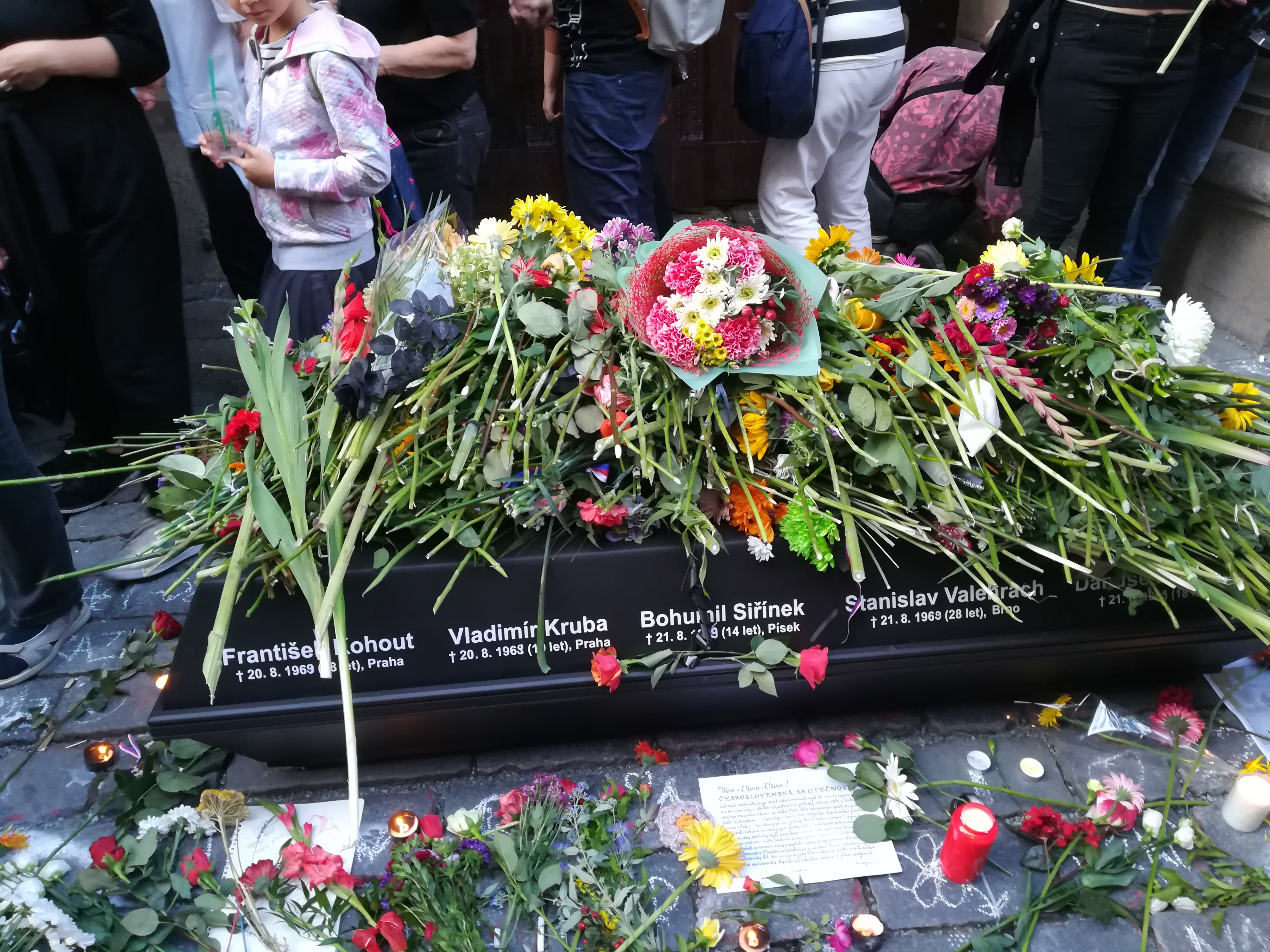
Symbolická rakev se jmény pěti obětí usmrcených pořádkovými silami 20. srpna 1969 a 21. srpna 1969 při potlačování demonstrací v Praze a Brně

Danuše Muzikářová (13. července 1951 Brno – 21. srpna 1969 Brno) byla oběť komunistického režimu. Byla zastřelena během protikomunistických demonstrací při prvním výročí sovětské okupace.

## Život a úmrtí
Jejími rodiči byli Jaroslav a Zdena Muzikářovi, měla jednoho sourozence, sestru Jaroslavu. Vyučila se v oděvní továrně Kras pánskou krejčovou, věnovala se divadlu a kresbě. Zemřela ve věku osmnácti let. Muzikářová byla zabita na Moravském náměstí zřejmě milicionáři, kteří do davu demonstrantů stříleli z věže tiskárny na rohu dnešních ulic Solniční a Rašínovy. Byla střelena zezadu do hlavy; kulka z pistole, která uvízla v nosní dutině a která dokazovala, že ji zabil někdo z příslušníků Lidových milic nebo SNB – vojáci tehdy měli jen samopaly – se ale po několika dnech z důkazů ztratila.
Tělo Muzikářové bylo převezeno do Úrazové nemocnice, kde ji nakonec našli rodiče. Pohřeb – úředně nařízená kremace – se konal 28. srpna v krematoriu na Ústředním hřbitově. Zúčastnily se ho stovky lidí, které sledovalo množství příslušníků StB. Policie tehdy ani nechtěla dovolit, aby byla na smutečním oznámení fotografie zesnulé. Danuše Muzikářová je pohřbena na hřbitově v Králově Poli. Viník nebyl nikdy dopaden, vyšetřování bylo na příkaz tajemníků městského a krajského výboru KSČ zastaveno. V prosinci 1989 bylo znovu zahájeno na základě trestního oznámení podaného Jaroslavem Muzikářem, ale bez výsledku.

## Ocenění a připomenutí
V roce 2009 jí byla in memoriam udělena Cena Václava Bendy.
Danuši Muzikářovou připomíná od roku 1991 na domě Moravské náměstí 4 pamětní deska. Jejím autorem je Jiří Sobotka, který stejně výtvarně řešené desky vytvořil i pro připomínku Stanislava Valehracha v Orlí ulici (zastřelen ve stejný den jako Muzikářová) a Viliama Debnára v Jedovnické ulici (oběť 21. srpna 1968).
Dne 15. listopadu 2019 byla v rámci projektu Poslední adresa umístěna pamětní tabulka na dům Kounicova 69, kde Muzikářovi v roce 1969 bydleli.
V srpnu 2019 vzešel z občanské iniciativy návrh, aby jméno Muzikářové nesl dosud bezejmenný park v Brně mezi Místodržitelským palácem a Rooseveltovou ulicí, tedy poblíž místa, kde byla dívka zabita. Dne 5. listopadu rozhodlo brněnské zastupitelstvo o oficiálním pojmenování parku a o několik dní později, 17. listopadu 2019, na 30. výročí sametové revoluce, byl park Danuše Muzikářové slavnostně otevřen a byla v něm umístěna pamětní deska.